# Carl-Duisberg-Gesellschaft
Die Carl Duisberg Gesellschaft e. V. (CDG) ist ein gemeinnütziger Verein zur Förderung der internationalen beruflichen Bildung und der wirtschaftlichen Entwicklungszusammenarbeit mit Sitz Hannover und einer Hauptstadtrepräsentanz in Berlin. Der gemeinnützige Verein unterstützt junge Menschen, die sich in ihrer beruflichen Ausbildung befinden dabei, in der EU oder weltweit betriebliche Erfahrungen zu sammeln. Neben der zusätzliche beruflichen Qualifikation vermittelt ein ausbildungs- oder berufsbezogener Auslandsaufenthalt Know-how in internationaler Handlungskompetenz. Die Gesellschaft kooperierte eng mit der staatlichen Entwicklungszusammenarbeit des Bundesministeriums für Wirtschaftliche Zusammenarbeit und Entwicklung (BMZ) und der Gesellschaft für Internationale Zusammenarbeit (GIZ) und ist im Wirtschaftsbeirat der GIZ vertreten, deren Mitglieder sie laut eines Vertrages mit dem BMZ zur Hälfte entsendet. Zudem hat die Carl Duisberg Gesellschaft Sitz und Stimme im Kuratorium der GIZ. Die CDG gilt als Verein der Wirtschaft im Rahmen der deutschen Entwicklungszusammenarbeit.
Anfang der 2000er Jahre gingen die Aktivitäten in die Carl Duisberg Centren GmbH über, die Schüleraustausch- und Sprachreisenprogramme für Jugendliche, Deutschkurse für ausländische Studierende und Fremdsprachentrainings sowie die Vermittlung von interkultureller Kompetenz für Mitarbeiter international tätiger Firmen und Institutionen anbietet.

## Geschichte
Die Gesellschaft wurde 1949 durch die Bundesrepublik Deutschland und die Länder gegründet. Ziel war zunächst, wissenschaftliche Nachwuchskräfte fachlich und persönlich für internationale Tätigkeiten und Kooperationen zu qualifizieren. Die Programme richteten sich an Deutsche für Aufgaben und Einsätze im Ausland sowie Ausländer mit solchen in Deutschland. Nach wenigen Jahren des Bestehens wurden diese Aktivitäten generell auf inländische und ausländische Fach- und Führungskräfte erweitert. Dabei entwickelte sich einer der Schwerpunkte der heutigen Arbeit: die Förderung von Menschen aus den Entwicklungs- und Schwellenländern.
Die CDG führt ihren Namen auf den deutschnationalen Chemie-Unternehmer und Mäzen Carl Duisberg zurück. Er setzte in den 1920er Jahren bedeutende Impulse für die damals noch wenig geförderte internationale Qualifizierung. Duisberg ist nicht unumstritten, war als Forscher und Unternehmer federführend an der Entwicklung und Erprobung chemischer Kampfstoffe für den Ersten Weltkrieg im Rahmen der „Nernst-Duisberg-Kommission“ beteiligt. In den 1920er Jahren gründeten überwiegend Chemiker und Ingenieure, die als Werkstudenten in den USA praktische und wissenschaftliche Auslandserfahrung gesammelt hatten, einen Verein, den sie Carl Duisberg Gesellschaft nannten. „Jeden Groschen, den wir übrig haben, müssen wir der Wissenschaft widmen. Es ist das bestangelegte Kapital, das wir besitzen.“ Dieser wurde nach dem Krieg mit erweiterter Aufgabenstellung wiederbelebt.
Die CDG wurde 2002 mit der DSE zur Internationalen Weiterbildung und Entwicklung gGmbH (InWEnt) zusammengelegt. Viele Bereiche der CDG gingen in die InWEnt über, darunter auch die transatlantischen Programme, an denen sich bis heute jährlich weit über 1.000 junge Absolventen und Berufstätige, Deutsche wie Amerikaner, beteiligen. Bis zu dieser Zeit hatten etwa 300.000 Menschen an Programmen der CDG teilgenommen. Der Etat betrug vor der Zusammenlegung rund 100 Millionen Euro jährlich, die von etwa 750 Geldgebern aufgebracht wurden. Er galt als der Verein der Wirtschaft.
Heute arbeitet die CDG mit wesentlich kleinerem Etat als gemeinnütziger Verein weiter. Er hat ungefähr 140 Mitglieder, sowohl Einzelpersonen aber auch Unternehmen und Institutionen.

## Arbeit
Der Verein fördert die Internationalität der Wirtschaft und sieht sich als strategischer Partner der deutschen und ausländischen Wirtschaft. Sie will in einer Gemeinschaftsinitiative von Wirtschaft sowie Bund und Ländern die weltweite Bildung und Zusammenarbeit mit Industrie- und Entwicklungsländern fördern.
Schwerpunkte sind heute:
- die Internationale Weiterbildung für nachhaltige Entwicklung (BNE)
- Internationale Entwicklungspolitik und Entwicklung von Strategien und Kooperationen in Schwellen- und Entwicklungsländern.
- die Vermittlung von Auslandserfahrungen für Fach- und Führungskräfte und entwicklungsbezogene Inlandsaktivitäten
- die Mitwirkung im Wirtschaftsbeirat und Kuratorium der GIZ.

Seit 2013 vergibt die CDG auch den CDG-Unternehmerpreis. Der Deutsche Unternehmenspreis für Entwicklung wird alle zwei Jahre auf Initiative der Carl-Duisberg-Gesellschaft e. V. (CDG) im Auftrag des Bundesministeriums für wirtschaftliche Zusammenarbeit und Entwicklung (BMZ) vergeben. Er zeichnet das Engagement von Unternehmen in Entwicklungs- und Schwellenländern aus, das über das unternehmerische Ziel hinaus den Menschen vor Ort zugutekommt. Der Preis wird in den Kategorien A „Wirtschaft für Entwicklung“ und B „Innovation für Entwicklung“ verliehen und ist mit einem Preisgeld von jeweils 30.000 Euro pro Kategorie dotiert. Das Preisgeld fließt in die prämierten Projekte und Produktideen und soll zusätzliche Impulse für internationale Aktivitäten der Unternehmen geben. Die Preisträger verpflichten sich, das Preisgeld zweckgebunden für das weitere Engagement des Unternehmens zugunsten der Bevölkerung vor Ort einzusetzen.
Die prämierten Unternehmen leisten mit ihren Projekten oder innovativen Geschäftsmodellen nachweislich einen Beitrag zu den Nachhaltigkeitszielen (Sustainable Development Goals, SDGs) der Vereinten Nationen. Die Auszeichnung trägt diesem Engagement Rechnung und soll es in der Öffentlichkeit bekannter machen. Dies wird von den Preisstiftern, dem BMZ und der CDG, mit einer öffentlichen, feierlichen Preisverleihung unterstützt.